# Ceinture de verdure de l'Ontario
Pour les articles homonymes, voir Ceinture de verdure et Ceinture verte.
La ceinture de verdure de l'Ontario (Ontario's Greenbelt) désigne une zone protégée constituée de parcs, de terrains agricoles, de forêts, de milieux humides et de bassins versants. Située dans le Sud de l'Ontario au Canada, elle entoure une partie importante de la région élargie du Golden Horseshoe.
En 2023, sa gestion par le gouvernement de l'Ontario suscite la controverse.

## Histoire
Formée à la suite de la mise en vigueur d'une loi par le gouvernement de l'Ontario en 2005, la ceinture de verdure serait un frein au développement urbain et à l'étalement urbain sur les terrains environnementalement sensibles de la province. Selon la Greenbelt Foundation, la ceinture comprend 2 000 000 acres de terrains, qui comprend 721 000 acres de terrains de milieux humides protégés, de prairies et de forêts.
En 2023, la gestion par le gouvernement ontarien de cette ceinture est au cœur d'une controverse qui est qualifiée de « scandale » par des critiques du gouvernement dirigé par Doug Ford,. Cette controverse a provoqué les démissions de deux ministres ontariens en quelques semaines,.